# MUSHclient
MUSHclient je široce užívaný MUDový klient určený zejména pro platformy Microsoft Windows, jehož autorem je Nick Gammon. MUSHclient byl zveřejněn v roce 1995. Nejprve byl k dispozici jako shareware, od verze 4.0, zveřejněné roku 2007, je uvolněn jako freeware. Získal řadu ocenění a pozitivních recenzí. Je kladně hodnocen zejména pro svou jednoduchost, výkonnost i uživatelskou přívětivost.

## Systémové požadavky
MUSHclient je určen pro operační systémy Windows 95, Windows 98, Windows ME, Windows NT, Windows 2000, Windows XP, Windows Vista a Windows 7. S pomocí emulátoru Wine je možné jej používat na systémech Linux a Mac OS X. Instalace vyžaduje přibližně 15 MB volného diskového prostoru.

## Charakteristika
MUSHclient umožňuje telnetové spojení s oddělenou příkazovou řádkou, ovšem na rozdíl od jednoduchých telnetových klientů dává uživatelům k dispozici širokou škálu nastavení vstupu a výstupu a řadu funkcí, které mohou usnadnit hraní MUDu, jako jsou vstupní zkratky, klávesové zkratky, triggery, načasované vykonávání příkazů, souběžné relace, prohledávání dosavadního výstupu, uživatelské proměnné, obarvování výstupu či automatické sledy příkazů. Možnosti programu umocňuje podpora skriptování v řadě jazyků (JavaScript, Lua, PerlScript, PhpScript, Python, VBscript) a od verze 4.34 implementovaná „miniokna“, umožňující současné sledování stavu herní postavy, mapy a dalších vlastností herní situace. Zvláštním význakem je přímý chat mezi uživateli MUSHclientu, nezávislý na MUDovém serveru. Od verze 4.09 umožňuje MUSHclient rovněž jazykovou lokalizaci.